# Sigri Mitra Gaïni
Sigri Mitra Gaïni [siːgʲˈriː miːtˈrɔː ɢɔːeˈniː] (persiska: سیگری میترا قائنی), född 1975 i Oslo, Norge, är en färöisk skådespelare och diktare.
Sigri är dotter till en färing och en iranier. Hon växte upp i både Norge och på Färöarna. Hon utbildade sig på en filmskola i Ebeltoft, Danmark och blev år 1995/1996 skådespelare. Hon studerade sedan vidare på Academy of Live and Recording Arts i London. År 1997 studerade hon även filosofi på Köpenhamns universitet. Hon har doktorerat i politisk filosofi och undervisar på Färöarnas universitet.
Sigri har utgivit totalt fyra diktvolymer på färöiska.
Som skådespelare har hon varit med i filmen Bye Bye Bluebird av Katrin Ottarsdóttir. Filmen kom ut år 1999 och hon spelade Barba, alltså en av huvudrollerna i filmen. Hon var även med i Polle fra Snave från år 2002.
År 2004 tog hon emot Färöarnas litteraturpris för årets skönlitterära verk.

## Verk
- 1997 – Orð og andlit, Tórshavn: Forlagið Fannir, ISBN 99918-49-13-0
- 1998 – Soflúgv - og øvugt, Tórshavn: Forlagið Fannir, ISBN 99918-49-21-1
- 2004 – 2002 nætur, Tórshavn: Mentunargrunnur Studentafelagsins, ISBN 99918-43-46-9
- 2010 - Vaknandi,  Tórshavn: Mentunargrunnur Studentafelagsins MS.fo, Mentunargrunnur Studentafelagsins, Yrkingar

## Priser och utmärkelser
- Färöarnas litteraturpris 2004